# Piątkowa Góra
Piątkowa Góra, Piątkówka (714 m) – wzniesienie na zachodnim krańcu Gorców. Prowadzi przez nie trasa Zakopianki, od Chabówki stromo wspinająca się na Piątkową Górę. Po zachodniej stronie szczytu Piątkowej Góry znajduje się zabytkowy kościół Świętego Krzyża w Chabówce. Stoi on tuż przy drodze i jest przy nim parking, przy którym często zatrzymują się na krótki postój podróżujący samochodem do Zakopanego. Przy ścieżce poniżej kościoła znajduje się zabytkowa kapliczka.
Piątkowa Góra to kopulaste wzniesienie, częściowo lesiste, częściowo pokryte polami uprawnymi i nielicznymi zabudowaniami. Spływa z niego wiele potoków, wszystkie uchodzą do Raby lub jej dopływów: Pociesznej Wody lub Poniczanki. Poniżej Zakopianki znajduje się źródło zwane Źródłem Pociesznej Wody. Według legendy powstało ono w miejscu cudownego uratowania kupca przed zbójami. Nie wiedząc co robić krzyknął „Krzyżu święty ratuj mnie”. I rzeczywiście we mgle nad jego głową pojawił się krzyż, a przestraszeni zbójcy uciekli. Dawniej wodzie z tego źródła przypisywano cudowne, lecznicze właściwości. Uważano, że leczy ona choroby oczu i nóg i zabierali ją z sobą pielgrzymi przybywający tutaj nieraz z dalekich okolic na odpust. Józef Nyka podaje, że woda z tego źródła była doprowadzona wodociągiem do dworu w Rabce. Dawniej po przeciwnej stronie gościńca, jaki istniał już tutaj dawno, była karczma, w której odpoczywali turyści wędrujący w Tatry. M.in. gościł w niej Wincenty Pol.
Stoki i grzbiet Piątkowej Góry są doskonałym punktem widokowym. Widać stąd wszystkie okoliczne pasma górskie, łącznie z Tatrami i Babią Górą. Piątkowa Góra znana jest jednak głównie ze swojego drewnianego, zabytkowego kościółka. Szlak turystyczny z uzdrowiska Rabka-Zdrój do kościoła na Piątkowej Górze był jednym z pierwszych szlaków wytyczonych w okolicach Rabki. W 1997 Źródło Pociesznej Wody i jego otoczenie zostało uznane za pomnik przyrody.
Szczyt Piątkowej Góry znajduje się po wschodniej stronie Zakopianki w miejscowości Rdzawka, ale jej stoki należą także do miejscowości Chabówka, Rokiciny Podhalańskie i Rabka-Zdrój.

## Szlaki turystyczne
Rabka-Zdrój – Piątkowa Góra. Czas przejścia: 1:30 h, suma podejść ok. 200 m
 Piątkowa Góra – Rabska Góra – Raba Wyżna. Czas przejścia 1:50 h, ↓ 2:00 h
 Piątkowa Góra – Rdzawka – Świńska Góra – Bacówka PTTK na Maciejowej. Czas przejścia: 2:35 h, ↓ 2:30 h.